# Pleszew (gmina)
Pleszew – gmina miejsko-wiejska w województwie wielkopolskim, w powiecie pleszewskim. W latach 1975–1998 gmina położona była w województwie kaliskim.
Siedziba gminy to Pleszew.
Według danych z 31 grudnia 2021 gminę zamieszkiwało 29 455 osób.

## Struktura powierzchni
Według danych z roku 2002 gmina Pleszew ma obszar 180,15 km², w tym:
- użytki rolne: 77%
- użytki leśne: 14%

Gmina stanowi 25,31% powierzchni powiatu.

## Demografia

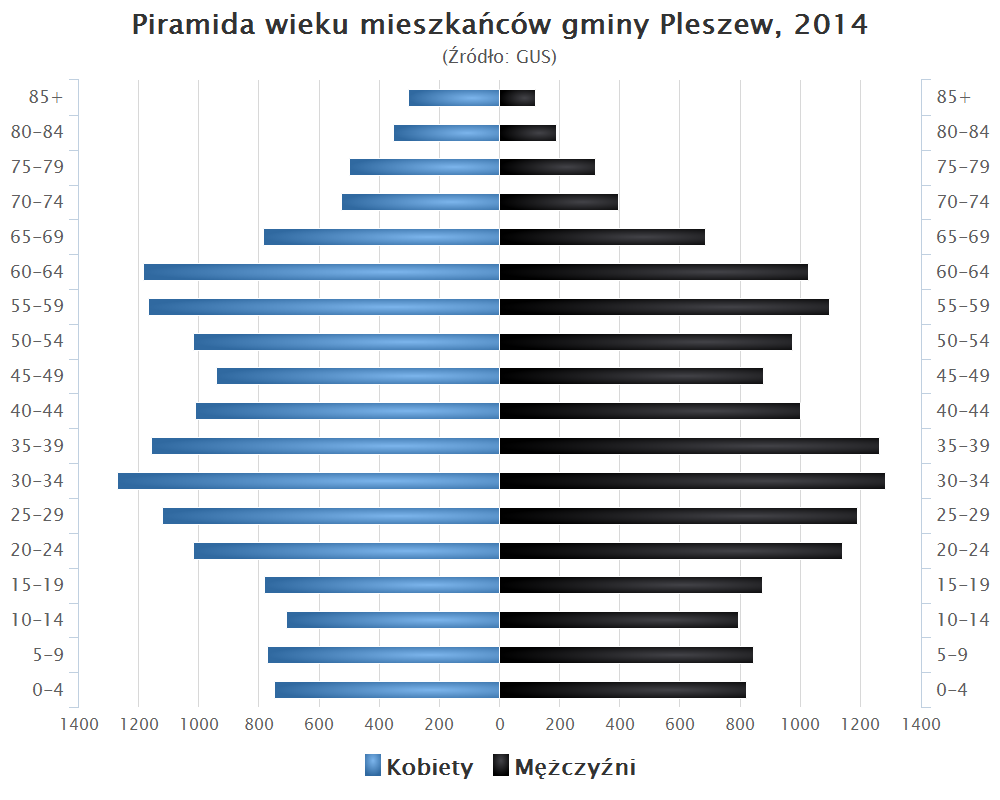
Piramida wieku mieszkańców gminy Pleszew w 2014 roku

Dane z 30 czerwca 2004:
| Opis                              | Ogółem | Ogółem | Kobiety | Kobiety | Mężczyźni | Mężczyźni |
| --------------------------------- | ------ | ------ | ------- | ------- | --------- | --------- |
| Jednostka                         | osób   | %      | osób    | %       | osób      | %         |
| Populacja                         | 29 702 | 100    | 15 204  | 51,2    | 14 498    | 48,8      |
| Gęstość zaludnienia [mieszk./km²] | 164,9  | 164,9  | 84,4    | 84,4    | 80,5      | 80,5      |

## Sąsiednie gminy
Blizanów, Chocz, Czermin, Dobrzyca, Gołuchów, Kotlin, Ostrów Wielkopolski, Raszków